# Château de Shinjō
Pour les articles homonymes, voir shinjō.
Le château de Shinjō (新庄城, Shinjō-jō) est un château japonais situé à Shinjō, au nord de la préfecture de Yamagata. Pendant presque toute l'époque d'Edo, le château abrite le clan Tozawa, daimyos du domaine de Shinjō. Le château est aussi connu sous les noms Numata-jō (沼田城) ou Unuma-jō (鵜沼城).

## Histoire
Tozawa Masamori, le daimyō du domaine de Hitachi-Matsuoka (40 000 koku) est transféré dans la province de Dewa en septembre 1622 à la suite de la suppression du clan Mogami par le shogunat Tokugawa et voit une augmentation de ses revenus à 60 000 koku. Son nouveau territoire s'étend sur l'ensemble de ce qui est maintenant le district de Mogami et une partie du district de Kitamurayama de l'actuelle préfecture de Yamagata. Trouvant l'ancien château de Sakenobe situé au sommet d'une colline trop petit et mal situé, il demande avec succès au shogunat l'autorisation de construire un nouveau château dans la plaine avec une cour principale, une cour secondaire au sud, le tout entouré par une troisième enceinte des douves humides.
En 1636, le tenshu (donjon) est détruit par un incendie et jamais reconstruit.
En 1868, durant la guerre de Boshin de la restauration de Meiji, le château est le site de la bataille de Shinjō. À la suite de la défection du domaine de Kubota de l'Ōuetsu Reppan Dōmei, le domaine de Shinjō fait de même peu après. Le domaine est alors envahi par les armées du domaine de Shōnai voisin et à l'issue de la bataille qui s'ensuit, le château de Shinjō et l'essentiel de la jōkamachi (ville-château) qui l'environne sont détruits.
De nos jours, le site de l'enceinte principale est occupé par quatre sanctuaires shinto, le sanctuaire Temman-gu étant l'unique structure du château original à survivre (à part quelques murs et fondations). Le site du donjon et la deuxième enceinte sont un parc public, et un musée d'histoire se trouve dans l'enceinte de l'ancien troisième cour.

## Source de la traduction
- (en) Cet article est partiellement ou en totalité issu de l’article de Wikipédia en anglais intitulé « Shinjō Castle » (voir la liste des auteurs).